# Albin (Wyoming)
Albin è un centro abitato (town) degli Stati Uniti d'America, situato nella Contea di Laramie nello Stato del Wyoming. Nel censimento del 2000 la popolazione era di 120 abitanti. Appartiene all'area metropolitana di Cheyenne.

## Geografia fisica
Secondo i rilevamenti dell'United States Census Bureau, la località di Albin si estende su una superficie di 0,4 km², tutti occupati da terre.

## Popolazione
Secondo il censimento del 2000, ad Albin vivevano 120 persone, ed erano presenti 37 gruppi familiari. La densità di popolazione era di 328,4 ab./km². Nel territorio comunale si trovavano 70 unità edificate. Per quanto riguarda la composizione etnica degli abitanti, il 95,83% era bianco, lo 0,83% era nativo, lo 0,83% proveniva dall'Asia e il 2,50% apparteneva ad altre razze. La popolazione di ogni razza ispanica corrispondeva al 9,17% degli abitanti.
Per quanto riguarda la suddivisione della popolazione in fasce d'età, il 22,5% era al di sotto dei 18, il 7,5% fra i 18 e i 24, il 20,0% fra i 25 e i 44, il 27,5% fra i 45 e i 64, mentre infine il 22,5% era al di sopra dei 65 anni di età. L'età media della popolazione era di 46 anni. Per ogni 100 donne residenti vivevano 87,5 uomini.